# Légendes (Bécquer)
Les Légendes (Leyendas en espagnol) sont un ensemble de récits en prose de postromantiques écrits par Gustavo Adolfo Bécquer et publiés entre 1858 et 1865.

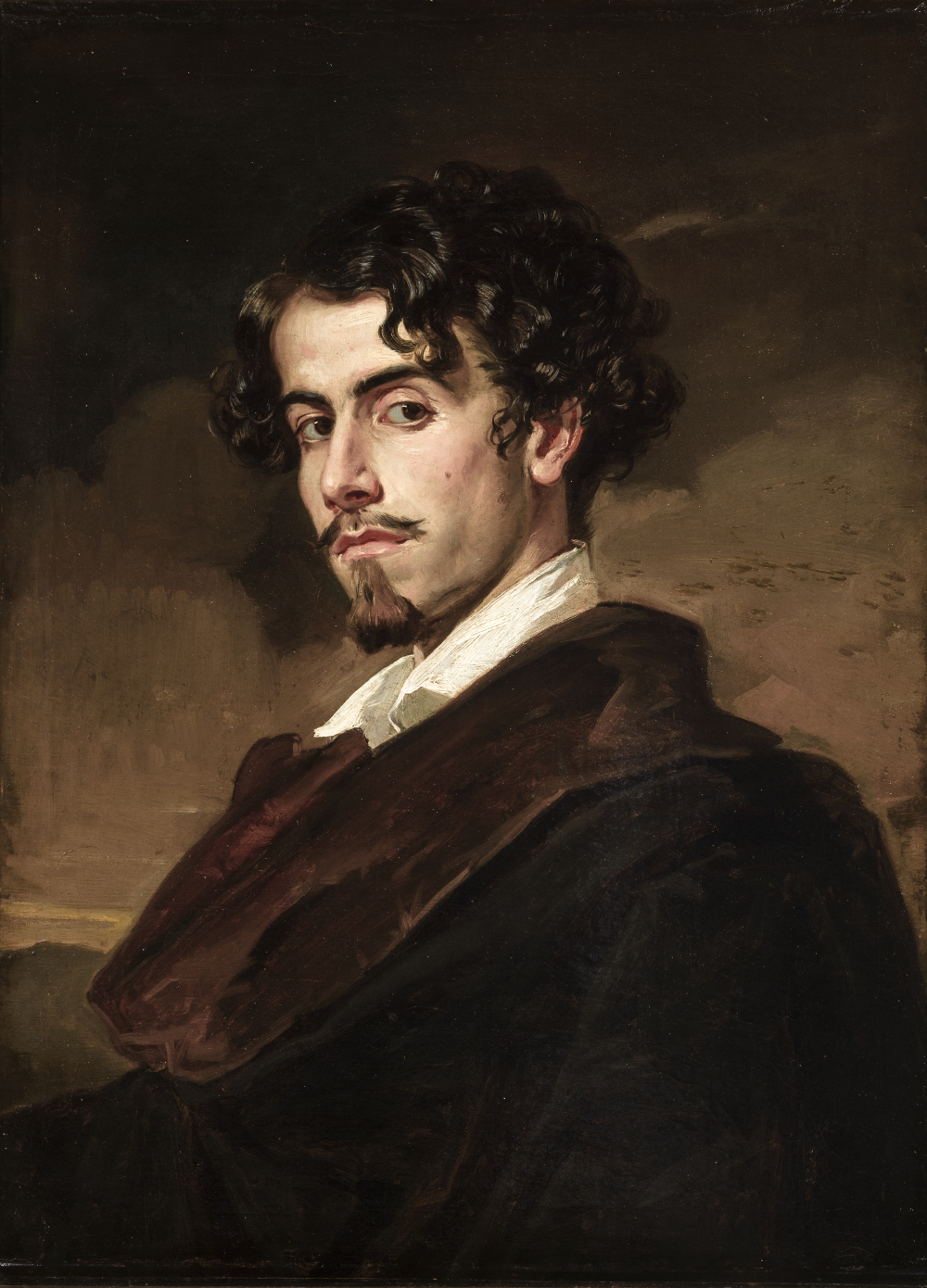
Portrait de Gustavo Adolfo Bécquer, par son frère Valeriano Bécquer (1862)

## Liste des légendes
- Maese Pérez el organista (es)
- Los ojos verdes (es)
- La ajorca de oro (es)
- El Cristo de la calavera
- La Rosa de pasión
- El monte de las ánimas
- El beso (es)
- El Miserere (es)
- El caudillo de las manos rojas
- La cruz del diablo (es)
- Maese Pérez el organista (es)
- Creed en Dios (es)
- El rayo de luna (es)
- El gnomo
- La cueva de la mora
- La promesa (es)
- La corza blanca (es)
- La creación (es)
- ¡Es raro!
- El aderezo de las esmeraldas
- La venta de los gatos
- El rey Alberto
- La vuelta del combate
- Las hojas secas
- Memorias de un pavo
- La mujer de piedra (inacabada)
- Amores prohibidos
- Tres fechas[2]
- La arquitectura árabe de Toledo

## Postérité
En 2016, le producteur de cinéma Pedro Alonso Pablos a réalisé une miniserie animée sur les Légendes de Bécquer, en comprenant trois d'elles: La montagne des ánimas, Les yeux verts et La promesse.